# Histidinol dehidrogenaza
Histidinol dehidrogenaza (EC 1.1.1.23, histidinolna dehidrogenaza, L-histidinol dehidrogenaza) je enzim sa sistematskim imenom L-histidinol:NAD+ oksidoreduktaza. Ovaj enzim katalizuje sledeću hemijsku reakciju
-histidinol + 2 NAD+ + H2O {\displaystyle \rightleftharpoons } -histidin + 2 NADH + 3 H+
Takođe oksiduje L-histidinal. Neurosporni enzim takođe katalizuje reakcije EC 3.5.4.19 (fosforibozil-AMP ciklohidrolaze) i EC 3.6.1.31 (fosforibozil-ATP difosfataze).

## Literatura
- Nicholas C. Price; Lewis Stevens (1999). Fundamentals of Enzymology: The Cell and Molecular Biology of Catalytic Proteins (Third изд.). USA: Oxford University Press. ISBN 019850229X.
- Eric J. Toone (2006). Advances in Enzymology and Related Areas of Molecular Biology, Protein Evolution (Volume 75 изд.). Wiley-Interscience. ISBN 0471205036.
- Branden C; Tooze J. Introduction to Protein Structure. New York, NY: Garland Publishing. ISBN 0-8153-2305-0.
- Irwin H. Segel. Enzyme Kinetics: Behavior and Analysis of Rapid Equilibrium and Steady-State Enzyme Systems (Book 44 изд.). Wiley Classics Library. ISBN 0471303097.

## Spoljašnje veze
- Histidinol+dehydrogenase на 